# Haag (Kammerstein)
Haag ([ˈhaːk] ⓘ, fränkisch: Hooch) ist ein Gemeindeteil der Gemeinde Kammerstein im Landkreis Roth (Mittelfranken, Bayern). Haag liegt in der Gemarkung Kammerstein.

## Geografie
Beim Dorf entspringt der Mainbach, ein linker Zufluss der Rednitz. Im Nordwesten grenzt das Flurgebiet Spitzäcker an, im Norden liegt das Waldgebiet Haidschlag, im Osten Moos und im Südosten Eichelschlag. Die Bundesstraße 466 führt an Kammerstein und Barthelmesaurach vorbei nach Wassermungenau (12 km südwestlich) bzw. zur Anschlussstelle 55 der A 6 (0,8 km nordöstlich). Eine Gemeindeverbindungsstraße führt nach Obermainbach zur Staatsstraße 2224 (2,6 km östlich).

## Geschichte
Im 13. Jahrhundert bestand der Ort wahrscheinlich aus 4 Ganzhöfen. 1313 wurde der Ort als „Hage“ erstmals urkundlich erwähnt. Hag bezeichnet einen Ort, der von Hecken oder Holzpfählen umzäunt ist. Im markgräflichen Salbuch von 1434 wurden für „Hage“ 12 Anwesen angegeben: 2 Güter und 2 Selden zählten zum Amt Schwabach und 5 Güter und 3 Selden unterstanden Fremdherren. Laut dem Salbuch von 1530 gab es im Ort 9 Anwesen. 2 Höfe gehörten zum Amt Schwabach, 1 Gut zum eichstättischen Stift Marienburg und 4 Güter zur Reichsstadt Nürnberg. 1623 gab es 13 Anwesen. 5 Anwesen unterstanden dem Kastenamt Schwabach, 1 dem Stadtrichteramt Schwabach, 6 der Reichsstadt Nürnberg und 1 dem Stift Marienburg.
Im Dreißigjährigen Krieg flohen viele Bewohner nach Schwabach. 1732 gab es laut den Oberamtsbeschreibungen von Johann Georg Vetter in Haag 10 Anwesen. 5 Anwesen gehörten zum Kastenamt Schwabach, 4 zur Reichsstadt Nürnberg (St. Katharina-Klosteramt: 1 Hof, Reiches Almosen: 2 Höfe, 1 Gütlein) und 1 Hof zum Stift Marienburg.
Gegen Ende des 18. Jahrhunderts gab es in Haag 13 Anwesen und ein Gemeindehirtenhaus. Das Hochgericht übte das brandenburg-ansbachische Oberamt Schwabach aus. Die Dorf- und Gemeindeherrschaft hatte das Kastenamt Schwabach. Grundherren waren das Fürstentum Ansbach (Kastenamt Schwabach: 2 Ganzhöfe, 1 Halbhof, 1 Gut mit Zapfenwirtschaft, 3 Leerhäuser, das Stadtrichteramt Schwabach: 1 Ganzhof), die Reichsstadt Nürnberg (St. Katharina-Klosteramt: 1 Ganzhof, das Landesalmosenamt: 2 Ganzhöfe, 1 Gütlein) und das eichstättische Kastenamt Abenberg (1 Ganzhof).
Von 1797 bis 1808 unterstand der Ort dem Justiz- und Kammeramt Schwabach. 1800 gab es im Ort 11 Untertansfamilien, von denen 6 dem Kammeramt Schwabach unterstanden. Im Rahmen des Gemeindeedikts wurde 1808 Haag dem Steuerdistrikt Kammerstein und der 1818 gebildeten Ruralgemeinde Kammerstein zugeordnet.

## Einwohnerentwicklung
| Jahr      | 001818 | 001840 | 001861 | 001871 | 001885 | 001900 | 001925 | 001950 | 001961 | 001970 | 001987 |
| Einwohner | 82     | 103    | 106    | 95     | 110    | 111    | 127    | 201    | 360    | 334    | 326    |
| Häuser    | 14     | 16     |        |        | 18     | 22     | 24     | 29     | 65     |        | 84     |
| Quelle    | [ 15 ] | [ 16 ] | [ 17 ] | [ 18 ] | [ 19 ] | [ 20 ] | [ 21 ] | [ 22 ] | [ 23 ] | [ 24 ] | [ 1 ]  |

## Religion
Der Ort ist seit der Reformation evangelisch-lutherisch geprägt und bis heute nach St. Georg (Kammerstein) gepfarrt. Die Katholiken sind nach St. Sebald (Schwabach) gepfarrt.